# Slavko Rodić
Slavko Rodić, bosansko-hercegovski general, * 11. maj 1918, † 29. april 1949.

## Življenjepis
Rodić, po poklicu geometer, se je leta 1941 pridružil NOVJ in KPJ; bil je eden od organizatorjev NOG v okolici Drvarja. Med vojno je bil na poveljniških položajih različnih enot; nazadnje je poveljeval 5. armadi.
Po vojni je bil načelnik I. uprave Generalštaba JLA in namestnik načelnika Generalštaba JLA.